# Secret (Take You Home)
"Secret (Take You Home)" pop je pjesma australske pjevačice Kylie Minogue. Objavljena je kao singl s njenog devetog studijskog albuma, Body Language, u siječnju 2004. godine u Tajvanu, u izdanju diskografskih kuća Parlophone i Mushroom.

## O pjesmi
Napisala ju je grupa tekstopisaca: Reza Safinia, Lisa Greene, Niomi Mclean-Daley, Hugh Clarke, Paul George, Gerard Charles, Brian P. George, Curtis T. Bedeau i Lucien J. George. Pjesma je producirana u promotivno singl izdanje u početku 2004. godine u Tajvanu. Pjesma sadrži obradu refrena pjesme iz 1985. godine "I Wonder If I Take You Home" od Lisa Lisa and Cult Jam. Pjesma je bila njen najveći hit na "EMI 2004 Hit Disc", a njen omot je iskorišten da zaplijeni pozornost koju je pjesma tad dobila. 
Kylie je izvodila pjesmu na promotivnom koncertu za album Body Language, Money Can't Buy. Nastup je iskorišten za promotivni spot za singl. 

## Popis pjesama
Ovo su formati i popis pjesama promotivnog singl izdanja od "Secret (Take You Home)".  
CD singl trenutno je nedostupan, imaju ga samo kolekcionari.
Promotivni CD Singl
1. "Secret (Take You Home)" — 3:15
2. "Slow" — 3:13
3. "Slow" (Chemical Brothers remix) — 7:03